# Manahawkin
Manahawkin és una concentració de població designada pel cens dels Estats Units a l'estat de Nova Jersey. Segons el cens del 2000 tenia 2.004 habitants.

## Demografia
Segons el cens del 2000, Manahawkin tenia 2.004 habitants, 757 habitatges, i 555 famílies. La densitat de població era de 425,1 habitants/km².
Dels 757 habitatges en un 30,5% hi vivien nens de menys de 18 anys, en un 56,4% hi vivien parelles casades, en un 12,8% dones solteres, i en un 26,6% no eren unitats familiars. En el 21,7% dels habitatges hi vivien persones soles el 10,8% de les quals corresponia a persones de 65 anys o més que vivien soles. El nombre mitjà de persones vivint en cada habitatge era de 2,56 i el nombre mitjà de persones que vivien en cada família era de 2,97.
Per edats la població es repartia de la següent manera: un 22,9% tenia menys de 18 anys, un 6,9% entre 18 i 24, un 26,8% entre 25 i 44, un 25,6% de 45 a 60 i un 17,8% 65 anys o més.
L'edat mediana era de 41 anys. Per cada 100 dones de 18 o més anys hi havia 86,9 homes.
La renda mediana per habitatge era de 59.663 $ i la renda mediana per família de 62.702 $. Els homes tenien una renda mediana de 53.396 $ mentre que les dones 24.688 $. La renda per capita de la població era de 22.875 $. Aproximadament l'1,4% de les famílies i el 3,4% de la població estaven per davall del llindar de pobresa.

## Poblacions més properes
El següent diagrama mostra les poblacions més properes.